# محمد شیروانی
محمّد شیروانی (زادهٔ ۲۷ خرداد ۱۳۵۲، تهران) مستندساز و کارگردان ایرانی است.

## زندگی
محمّد شیروانی در سال ۱۳۵۲ در تهران به دنیا آمد. مخالفت‌های خانواده با سینما باعث شد که در نوجوانی به تئاتر و نقاشی روی بیاورد. در رشته نقاشی دانشکده هنرهای زیبا شروع به تحصیل کرد اما از آنجا که علاقه‌مند به سینما بود دانشکده هنرهای زیبا را رها کرد. اما تا هفت سال موفق به ساخت فیلم نشد. در سال ۱۳۷۶ او از خدمت سربازی فرار کرد تا اولین فیلم کوتاه خود (دایره) را بسازد. این فیلم در سال ۱۳۷۷ منتخب منتقدان بین‌المللی جشنواره کن شد. از آن تاریخ به بعد، به صورت تمام وقت، به سینما پرداخته و در حال حاضر پیشگام سینمای آلترناتیو ایرانی‌ست. شیروانی تا سال ۲۰۱۳ موفق می‌شود تا ۱۸ فیلم بسازد که آخرین آن فیلم سینمایی لرزاننده چربی ست که در همان سال برنده ببر طلای بهترین فیلم جشنواره فیلم روتردام می‌شود. 

با اینکه فیلمهای او تاکنون در بیش از ۵۰۰ رویداد بین‌المللی از جمله: کن، برلین، رتردام، ساندنس، لوکارنو، تورنتو، ترایبکا، بوسان و … نمایش داده و برنده جایزه شده‌اند اما آثار او در سرزمین مادری اش به شکل گسترده منتشر نشده‌اند. شیروانی در کنار فعالیت سینمایی خود، «ورکشاپ سینمای آلترناتیو» را نیز برگزار می‌کند.

شیروانی در سال ۱۳۸۷ از سوی سینماگران فیلم کوتاه کشور به عنوان رئیس انجمن فیلم کوتاه خانه سینما برگزیده شد که در نهایت پس از ۸ ماه فعالیت استعفاء کرد.

در خرداد ماه ۱۳۹۴ شیروانی در اعتراض به سانسور تمام ۱۸ فیلمش را که اغلب خود تهیه کرده است را در وب سایت شخصی اش منتشر کرد و با استقبال گسترده مردم مواجه شد اما یکماه بعد سایت اش فیلتر شد و موقتاً ممنوع‌الکار شد.
او همواره سعی کرده تا جریان سینمای آلترناتیو ایرانی را با همکاری دیگر فیلمسازان جوان زنده نگه دارد.

## فیلم‌شناسی

### فیلم کوتاه
| نام فیلم                | زمان     | فرمت             | سال  | جوایز و افتخارات |
| ----------------------- | -------- | ---------------- | ---- | --- |
| دایره                   | ۱۲ دقیقه | ۳۵ میلیمتری      | ۱۳۷۷ | - بهترین فیلم کوتاه – جشنواره بین‌المللی فیلم فجر، تهران – ۱۳۷۷ - منتخب منتقدان بین‌المللی جشنواره فیلم کن، فرانسه – ۱۹۹۹ |
| کاندیدا                 | ۱۵ دقیقه | ۳۵ میلیمتری دی‌وی | ۱۳۷۸ | - جایزه بزرگ – جشنواره بین‌المللی فیلم مستند مارسی، فرانسه – ۲۰۰۰ - نامزد بهترین فیلم کوتاه سال - جشن ۱۰۰ سالگی سینمای ایران - ۱۳۷۸ - بهترین فیلم کوتاه جشنواره فیلم‌های دفاع مقدس ـ ۱۳۷۸                                                                       |
| رضایت                   | ۲۰ دقیقه | دی‌وی             | ۱۳۷۹ | |
| کادو                    | ۲۰ دقیقه | دی‌وی             | ۱۳۷۹ | |
| گیلاسهایی که کمپوت شدند | ۱۳ دقیقه | ۳۵ میلیمتری      | ۱۳۸۰ | - بهترین فیلم کوتاه جشنواره فجر – ۱۳۸۰ - بهترین فیلم کوتاه سال از نگاه منتقدان سینمای ایران - جشنواره فیلم کوتاه تهران ۱۳۸۰ - بهترین فیلمنامه اقتباسی از نگاه فیلم‌نامه‌نویسان سینمای ایران - ۱۳۸۰ - نامزد بهترین فیلم کوتاه سال - جشن بزرگ سینمای ایران - ۱۳۸۰ |
| کنسرو ایرانی            | ۱۴ دقیقه | دی‌وی             | ۱۳۸۱ | - برنده جایزه بزرگ بهترین فیلم کوتاه جشنواره بین‌المللی ژنو، سوییس – ۲۰۰۵ - جایزه ویژه هییت داوران جشنواره بین‌المللی فیلم کراکو، لهستان – ۲۰۰۵ - جایزه ویژه هییت داوران جشنواره آرشیپالگو، ایتالیا - ۲۰۰۵                                                      |

### فیلم مستند
| نام فیلم              | زمان      | فرمت   | سال  | جوایز و افتخارات |
| --------------------- | --------- | ------ | ---- | --- |
| رئیس‌جمهور میرقنبر     | ۶۵ دقیقه  | دی‌وی   | ۱۳۸۳ | - نشان عالی بهترین مستند آسیا - جشنواره بین‌المللی فیلم مستند یاماگاتا، ژاپن - ۲۰۰۵ - جایزه مگنولیای طلایی برای بهترین مستند اجتماعی – جشنواره بین‌المللی فیلم شانگهای – ۲۰۰۵ - برنده بهترین کارگردانی مستند سال جشن خانه سینما - ۱۳۸۴ - نامزد یوزپلنگ طلایی یخش ویدئویی جشنواره لوکارنو، سوئیس - ۲۰۰۵ - برنده جایزه حمایتی اچ.بی. اف رتردام هلند - ۲۰۰۵ |
| لیلی کجاست؟           | ۷۳ دقیقه  | دی‌وی   | ۱۳۸۴ | - نامزد بهترین فیلم؛ بهترین کارگردانی وبهترین پژوهش جشنواره فیلم فجر - ۱۳۸۵ - نامزد بهترین فیلم؛ بهترین کارگردانی وبهترین پژوهش جشن بزرگ سینمای ایران -۱۳۸۵ |
| ۴۴۴ روز               | ۵۷ دقیقه  | اچ‌دی‌وی | ۱۳۸۵ | - نامزد بهترین کارگردانی مستند در جشن سینمای ایران – ۱۳۸۶ - منتخب جشنواره مستند آمستردام - ۲۰۰۹ |
| هفت فیلمساز زن نابینا | ۱۰۵ دقیقه | دی‌وی   | ۱۳۸۶ | |
| دستور آشپزی           | ۷۳ دقیقه  | دی‌وی   | ۱۳۸۷ | - بهترین فیلم مستند تجربی – جشنواره بین‌المللی فیلم مستند سینما حقیقت، تهران – ۱۳۸۹ - بهترین فیلم مخاطبین – جشنواره بین‌المللی فیلم مستند یاماگاتا، ژاپن - ۱۳۹۰ |
| ۰۲۱                   | ۵۱ دقیقه  | اچ‌دی‌وی | ۱۳۸۸ | - جایزه ویژه هییت داوران جشنواره فیلم شهر - ۱۳۹۰ |
| تلسکوپ                | ۷۸ دقیقه  | اچ‌دی   | ۱۳۸۹ | |

### ویدیو آرت
| نام فیلم             | زمان      | فرمت         | سال  | جوایز و افتخارات |
| -------------------- | --------- | ------------ | ---- | ---------------- |
| شهر آرام             | ۲ دقیقه   | DV           | ۱۳۸۴ |                  |
| خیام                 | ۵ دقیقه   | H8           | ۱۳۸۷ |                  |
| تا اطلاع ثانوی       | ۱۸۴ دقیقه | HDV          | ۱۳۸۷ |                  |
| شش چشم               | ۲۳ دقیقه  | DV           | ۱۳۹۳ |                  |
| در پوست خود نمی‌گنجیم | ۱۸ دقیقه  | HD- Iphone 4 | ۱۳۹۳ |                  |

### فیلم سینمایی
| نام فیلم      | زمان     | فرمت      | سال  | جوایز و افتخارات |
| ------------- | -------- | --------- | ---- | --- |
| ناف           | ۸۲ دقیقه | DV- 35 mm | ۱۳۸۱ | - جایزه بزرگ بهترین فیلم جشنواره بین‌المللی اسپلیت، کرواسی – ۲۰۰۴ - جایزه حمایتی اچ.بی. اف فستیوال روتردام هلند - ۲۰۰۳                                          |
| لرزانندهٔ چربی | ۸۴ دقیقه | HD        | ۱۳۹۱ | - ببر طلایی بهترین فیلم جشنواره بین‌المللی روتردام، هلند – ۲۰۱۳ - انتخاب ویژه جشنواره ساندنس – ۲۰۱۳ - منتخب مجله فیلم کامنت در لیست ۲۲ فیلم خیره کننده سال ۲۰۱۳ |

### هنر اجرایی
| نام            | مکان  | سال  |
| -------------- | ----- | ---- |
| باز            | تهران | ۱۳۸۹ |
| چهرهٔ مرد برنده | تهران | ۱۳۹۰ |

### چیدمان
| نام           | مکان   | سال  |
| ------------- | ------ | ---- |
| فیل در تاریکی | رتردام | ۱۳۸۹ |